# Касіма Антлерс
Касіма Антлерс (яп. 鹿島アントラーズ, Касіма Анторазу) — японський футбольний клуб з міста Касіма, який виступає в Джей-лізі.

## Досягнення
Футбольний клуб Сумітомо (Аматорський період)
- Всеяпонський чемпіонат
  -  Чемпіон (1): 1973

- Другий дивізіон Японської ліги сокеру
  -  Чемпіон (2): 1984, 1986—1987

Касіма Антлерс (Професіональний період)
- Джей-ліга 1
  -  Чемпіон (8): 1996, 1998, 2000, 2001, 2007, 2008, 2009, 2016

- Перший етап Джей-ліги
  -  Чемпіон (2): 1993, 1997

- Другий етап Джей-ліги
  -  Чемпіон (3): 1998, 2000, 2001

- Кубок Імператора
  -  Володар (5): 1997, 2000, 2007, 2010, 2016

- Кубок Джей-ліги
  -  Володар (6): 1997, 2000, 2002, 2011, 2012, 2015

- Суперкубок Японії
  -  Володар (6): 1997, 1998, 1999, 2009, 2010, 2017

Міжнародні
- Кубок чемпіонів А3:
  -  Володар (1): 2003

- Кубок банку Суруга:
  -  Володар (2): 2012, 2013

## Відомі гравці

### Гравці, які виступали за національні збірні
- Утіда Ацуто
- Івамаса Дайкі
- Янагісава Ацусі
- Іноха Масахіко
- Хонда Такуя
- Судзукі Такаюкі
- Наката Кодзі
- Огасавара Міцуо
- Ямадзі Осаму
- Соедзіма Хіросі
- Фудзісіро Нобуйо
- Хасеґава Йосіюкі
- Куросакі Хісасі
- Хонда Ясуто
- Масуда Тадатосі
- Сома Наокі
- Оїва Го
- Хірасе Томоюкі
- Такакува Даїдзіро
- Нарахасі Акіра
- Акіта Ютака
- Моріока Рюдзо
- Согахата Хітосі
- Мотояма Масасі
- Тасіро Юдзо
- Аокі Такесі
- Ямамура Кадзуя
- Нісі Даіґо
- Масуда Тікасі
- Корокі Сіндзо
- Канадзакі Му
- Осако Юя
- Сібасакі Гаку
- Сьодзі Ген
- Нагакі Рьота
- Зіку
- Леонардо Араужо
- Жоржиньйо
- Бісмарк Баррето Фарія
- Бебету
- Фабіу Жуніур Перрейра
- Карлос Мозер
- Мазінью Олівейра
- Фабіо Сантос
- Леандро

### Інші відомі футболісти
- Огасавара Міцуо
- Оно Тунзо
- Хонда Ясуто
- Сома Наокі
- Акіта Ютака
- Такакува Дайдзіро
- Нарахасі Акіра
- Огасавара Міцуо
- Наката Кодзі
- Согахата Хітосі
- Івамаса Дайкі
- Сібасакі Гаку
- Канадзакі Му
- Хірасе Томоюкі
- Ямамура Кадзуя
- Іноха Масахіко
- Маркіньюс
- Карлуш Альберту Соужа душ Сантуш
- Каю Лукаш Фернандеш
- Бебету
- Жозе Карлуш Мозер

## Відомі тренери
| Тренер                  | Національність | Період                             |
| ----------------------- | -------------- | ---------------------------------- |
| Міямото Масакацу        | Японія         | Січень 1992 – Липень 1994          |
| Еду Коїмбра             | Бразилія       | Червень 1994 – Грудень 1995        |
| Жоау Карлуш             | Бразилія       | Січень 1996 – Липень 1998          |
| Секідзука Такасі (в.о.) | Японія         | Липень 1998                        |
| Зе Маріо                | Бразилія       | Липень 1998 – Серпень 1999         |
| Секідзука Такасі (в.о.) | Японія         | Серпень 1999                       |
| Зіку (в.о.)             | Бразилія       | 20 серпня 1999 – 31 грудня 1999    |
| Тоніньйо Серезо         | Бразилія       | 1 січня 2000 – 30 грудня 2005      |
| Пауло Аутуорі           | Бразилія       | 31 грудня 2005 – 29 листопада 2006 |
| Освалдо де Олівейра     | Бразилія       | 1 січня 2007 – 31 грудня 2011      |
| Жоржиньйо               | Бразилія       | 1 січня 2012 – 31 грудня 2012      |
| Тоніньйо Серезо         | Бразилія       | 1 січня 2013 – 22 липня 2015       |
| Ісії Масатада           | Японія         | 23 липня 2015 –                    |